# Madison (Alabama)
Madison é uma cidade localizada no estado americano do Alabama, no Condado de Limestone e Condado de Madison.

## Demografia
Segundo o censo americano de 2000, a sua população era de 29.329 habitantes.
Em 2006, foi estimada uma população de 36.824, um aumento de 7495 (25.6%).

## Geografia
De acordo com o United States Census Bureau, a localidade tem uma área de 60,2 km², dos quais 60,0 km² cobertos por terra e 0,2 km² cobertos por água. Madison localiza-se a aproximadamente 209 m acima do nível do mar.

## Localidades na vizinhança
O diagrama seguinte representa as localidades num raio de 24 km ao redor de Madison.